# استهجان

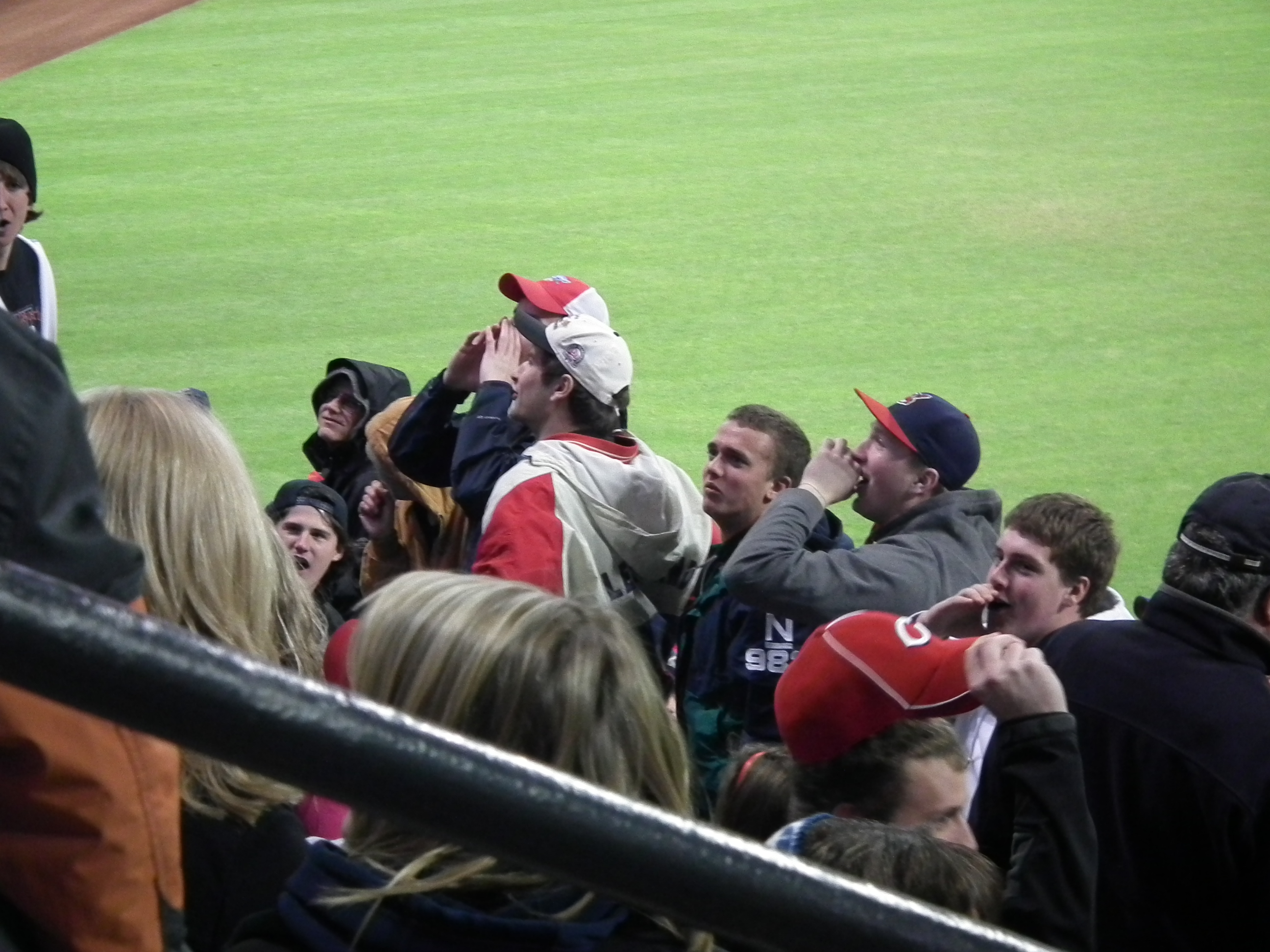
الاستهجان هو التعبير عن عدم الرضا

الاستهجان الطريقة التي تعبر بها جماعة ما عن عدم الرضا والاستنكار، وهو حالة من الاستجابة لفعل إما عن طريق الإشارة باليد أو التصفير أو الصراخ وفي بعض الحالات رمي الأشياء. عادة ما يكون الدافع من ورائه التعبير عن خيبة الأمل أو الإحباط والخداع، أو المطالبة بتحسين الأداء، والمبرر عادة ما يكون بأن هذه الجماعة أفنت ولاء لمن لا يستحق أو أهدرت الوقت والأموال لمشاهدة عرض سييء. يشيع رد الفعل هذا في الملاعب الرياضية، على سبيل المثال أطلقت جماهير ريال مدريد صيحات الاستهجان على لاعب فريقها الويلزي غاريث بيل، بعد دخوله بديلا في مباراة تجمع ريال مدريد مع مضيفه ريال سوسيداد في نوفمبر 2019، كان ذلك على خلفية تصرفات اللاعب في الفترة الأخيرة والتي تلخصها لافتة رفعها عقب تأهل منتخب بلاده لبطولة أمم أوروبا 2020 كتب فيها «ويلز.. الجولف.. ريال مدريد» وفسرتها الجماهير بتفضيله منتخب بلاده ولعبة الجولف على ناديه.

## مظاهر الاستهجان

### في الرياضة
في الرياضة تكون صيحات الاستهجان هي الأكثر شيوعا، فهي تطلق عند استحواذ الفريق المنافس على الكرة، وعند ارتكاب أحد اللاعبين لسلوك غير رياضي، أو على الحكام عند إصدار حكم غير عادل، كذلك توجه الجماهير صيحات الاستهجان في الغالب على ناديها اعتراضا على الأداء الضعيف أو على تصريحات وأحداث سبقت المباراة.

### في الفن
يظهر هذا النوع من ردات الفعل أحيانا في الفنون المسرحية والأوبرا، ويكون إما عند العرض الأول لعمل جديد أو الاعتراض على بعض الشخصيات في المسرحية.

### في السياسة
يأخذ الاستهجان أشكال عدة وفي السياسة غالبا ما تطلق صيحات الاستهجان عند إلقاء الساسة للخطابات وفي المؤتمرات الصحفية.